# 天主教聖安娜-德拉波卡捷爾教區
天主教聖安娜-德拉波卡捷爾教區（拉丁語：Dioecesis Sanctae Annae Pocatierensis）是加拿大一個羅馬天主教教區，屬魁北克總教區。1951年6月23日升為教區。
教區位於魁北克東南部，2011年有教友89,331人，佔轄區總人口97.8%。教區下轄五十八個堂區，有七十六名司鐸。現任教區主教為伊馮-若瑟·莫羅。